# Achates

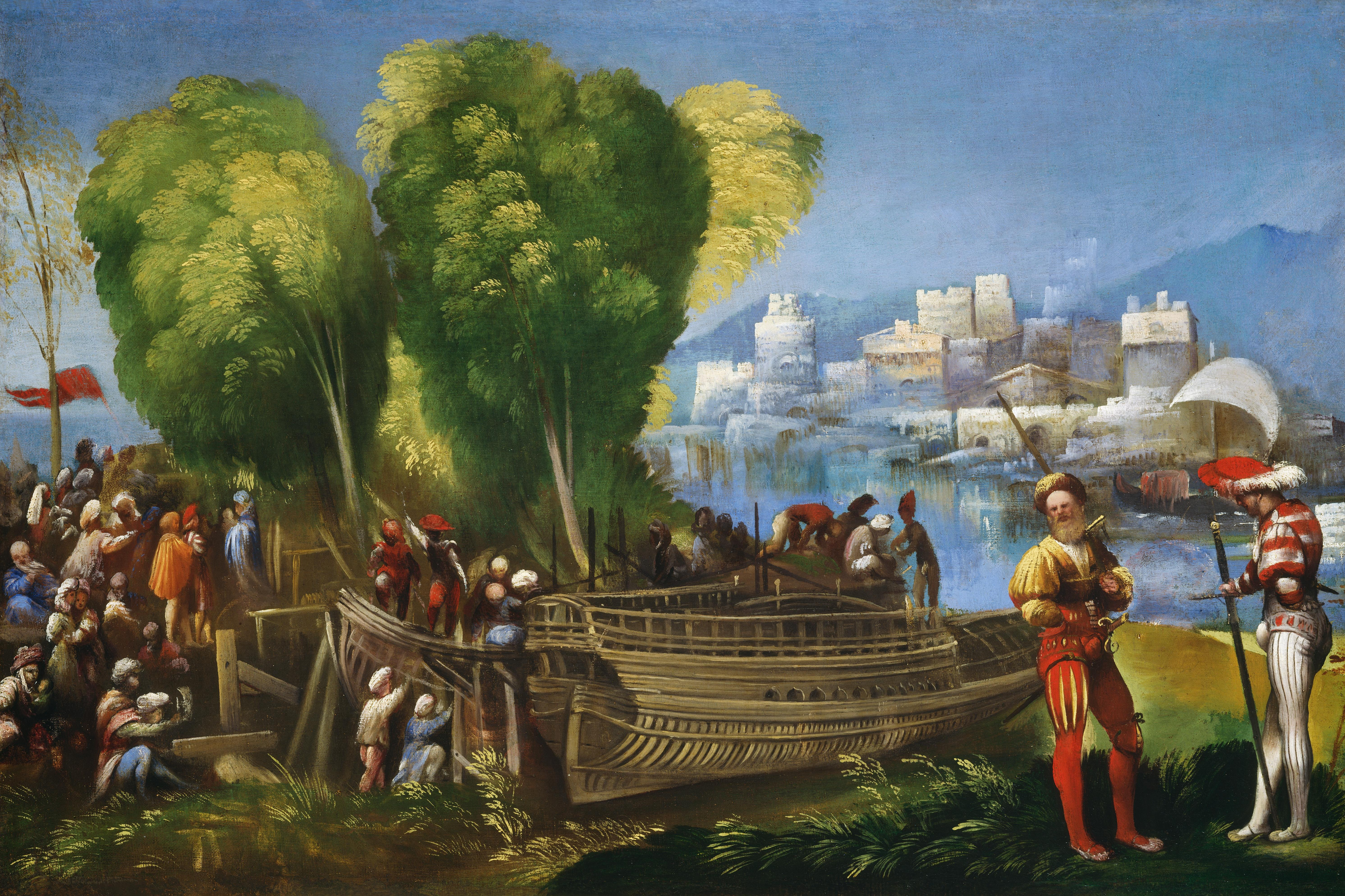
Dosso Dossi, Aeneas și Achates

În Eneida, Achates este unul dintre prietenii apropiați ai lui Aeneas, care îl însoțește pe erou în peregrinările acestuia prin Italia.